# 拉米伊 (诺尔省)
拉米伊（法語：Ramillies）是法国北部-加来海峡大区诺尔省的一个市镇，属于康布雷区东康布雷县。该市镇2009年时的人口为600人。

## 人口
拉米伊人口变化图示
| 数据来源：INSEE |